# Isomalt
Isomalt (E 953) ist ein Gemisch zweier Zuckeralkohole, das als Zuckeraustauschstoff Verwendung findet.

## Darstellung und Zusammensetzung
Isomalt wird aus Saccharose in einem zweistufigen Prozess gewonnen. Zunächst wird Saccharose enzymatisch in das Disaccharid 6-O-α-Isomaltulose (auch Palatinose genannt) überführt. Dieses wird dann über Raney-Nickel zum Zielprodukt hydriert. Bei diesem Prozess entsteht ein äquimolares Gemisch der beiden Diastereomere 6-O-α-D-Glucopyranosyl-D-glucit (GPS, Isomaltit) und 1-O-α-D-Glucopyranosyl-D-mannitol (GPM). GPS liegt als Anhydrat, GPM als Dihydrat vor. Handelsübliches Isomalt muss jeweils zwischen 43 und 57 % GPS und GPM enthalten. Die beiden Zuckeralkohole können durch eine fraktionierte Kristallisation getrennt werden.

## Eigenschaften
Das Produkt ist eine weiße, kristalline Substanz, die bei 142 °C schmilzt. Der Schmelzpunkt liegt unterhalb der Schmelzpunkte der beiden Komponenten mit 166 °C für GPS und 168 °C für GPM und resultiert aus der Bildung eines Eutektikums. Das Produkt ist nicht hygroskopisch. Die Löslichkeit in Wasser beträgt bei 25 °C etwa 27,3 g/100 g Lösung und steigt mit der Temperatur stark an.
Isomalt besitzt die 0,45-fache Süßkraft bezogen auf eine 10-prozentige Saccharoselösung. Es schmeckt rein süß und verstärkt in anderen Lebensmitteln den arttypischen Geschmack.

## Verwendung

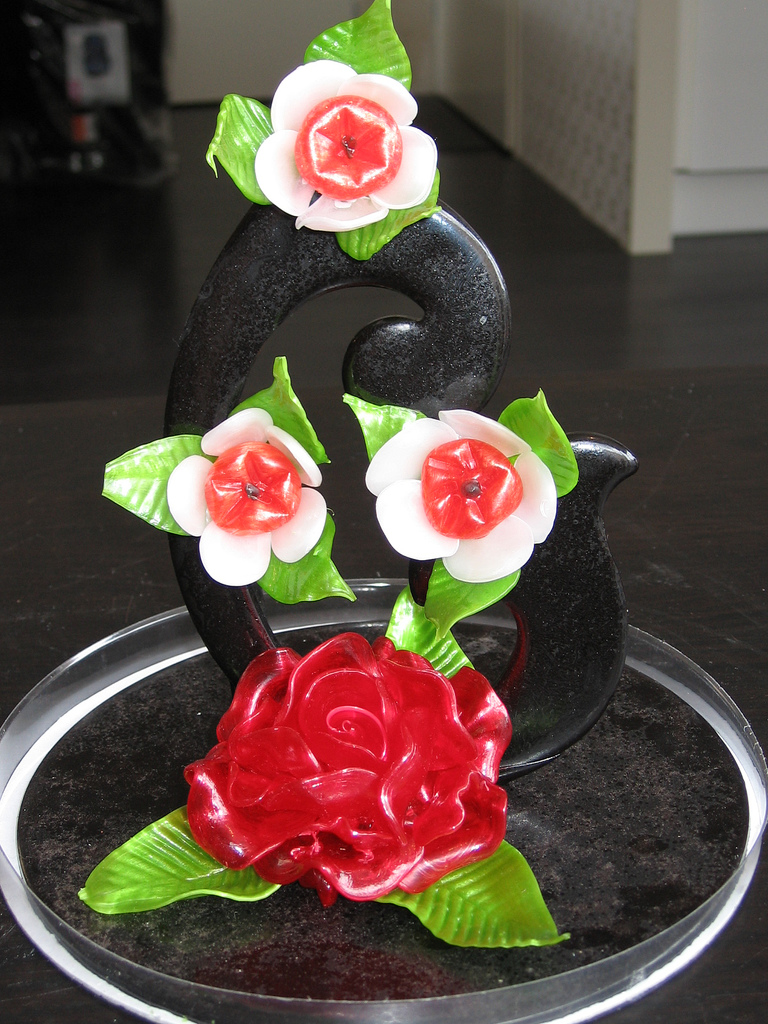
Zuckerskulptur

In der Lebensmittelherstellung ersetzt Isomalt die Saccharose im Mengenverhältnis 1:1. Dadurch unterscheidet es sich wesentlich von lediglich Süße verleihenden Süßstoffen, da es dem Produkt Körper und Textur verleiht. Isomalt wird in verschiedenen zuckerfreien und/oder energiereduzierten Süßwaren und Lebensmitteln verwendet, wie z. B. Bonbons, Kaugummis, Schokolade, Backwaren, Desserts und Speiseeis. Isomalt eignet sich auch für Zuckerfiguren und Zuckerskulpturen.

## Ernährungsphysiologische und gesundheitliche Aspekte
Isomalt hat einen physiologischen Brennwert von etwa 8,4 kJ/g (2 kcal/g), in der EU ist der für alle Zuckeraustauschstoffe festgelegte Wert von 10 kJ/g (2,4 kcal/g) angegeben.
Isomalt ist zahnfreundlich und zeigt nur geringe Wirkung auf Blutglucose- und Insulinspiegel und ist mit seinem glykämischen Index von 2 (±1) auch für Diabetiker geeignet. Dabei schmeckt es ähnlich wie Zucker, obwohl es nur die Hälfte der Süßkraft aufweist.
Isomalt gehört zu der Gruppe der schwerverdaulichen Kohlenhydrate. Diese regen bei der Verdauung die Darmtätigkeit an und wirken der Darmträgheit entgegen – übermäßiger Verzehr kann daher abführend wirken.
Das Expertengremium der Ernährungs- und Landwirtschaftsorganisation (FAO) und der Weltgesundheitsorganisation (WHO), der Gemeinsame FAO/WHO-Sachverständigenausschuss für Lebensmittelzusatzstoffe (JECFA), hat die Sicherheit von Isomalt bewertet und festgehalten, dass keine mengenbezogene Einschränkung nötig ist (entspricht dem „ADI not specified“). Damit wurde Isomalt in die sicherste Kategorie für Nahrungsmittelzutaten eingeordnet.
Isomalt wurde von Zulassungsbehörden in über 70 Ländern bewertet und zugelassen, u. a. von der amerikanischen Food and Drug Administration (FDA).

## Geschichte
1957 entdeckten Forscher bei der Süddeutsche-Zucker-AG im Rohsaft bei der Zuckergewinnung einen Mikroorganismus, der Saccharose mittels Transglykosidierung in Isomaltulose umzuwandeln vermochte und ein Jahr später als Protaminobacter rubrum charakterisiert wurde. Durch katalytische Hydrierung der Isomaltulose synthetisierten die Forscher Isomalt. Der Herstellungsprozess wurde in den 1970er Jahren bei Südzucker entwickelt, die großtechnische Produktion begann in den 1980er Jahren, parallel wurden die lebensmittelrechtlichen Zulassungen betrieben. 1990 startete die weltweite Vermarktung.